# A Whiter Shade of Pale (álbum)
A Whiter Shade of Pale es un álbum recopilatorio de la cantante alemana Doro Pesch lanzado en 1995. El nombre del álbum proviene de la famosa canción de Procol Harum, de la cual Doro hace una versión para el disco.

## Lista de canciones
| N.º | Título                                           | Escritor(es)                    | del álbum               | Duración |  |
| 1.  | «So Alone Together»                              | Doro, Gary Scruggs              | Angels Never Die (1993) | 5:40     |  |
| 2.  | «A Whiter Shade of Pale» (cover de Procol Harum) | Gary Brooker, Keith Reid        | Force Majeure (1989)    | 3:56     |  |
| 3.  | «Unholy Love»                                    | Phil Brown, Adam Mitchell       | Doro (1990)             | 4:42     |  |
| 4.  | «Fall for Me Again»                              | Pesch, Scruggs                  | True at Heart (1991)    | 4:11     |  |
| 5.  | «Angels with Dirty Faces»                        | Joey Balin, Pesch               | Force Majeure           | 3:59     |  |
| 6.  | «Alive»                                          | Pesch, Karen Childs             | Doro                    | 4:14     |  |
| 7.  | «You Gonna Break My Heart»                       | Pesch, Dennis Morgan            | True at Heart           | 3:42     |  |
| 8.  | «With the Wave of Your Hand»                     | Pesch, Todd Cerney, Bob DiPiero | True at Heart           | 4:51     |  |
| 9.  | «Gettin' Nowhere Without You»                    | Pesch, Scruggs                  | True at Heart           | 4:20     |  |
| 10. | «Even Angels Cry»                                | Pesch, Scruggs                  | True at Heart           | 4:47     |  |
| 11. | «Save My Soul»                                   | Balin, Pesch                    | Force Majeure           | 3:51     |  |
| 12. | «I'll Be Holding On»                             | Will Jennings, Hans Zimmer      | Doro                    | 5:22     |  |
| 13. | «Hard Times»                                     | Balin, Pesch                    | Force Majeure           | 3:33     |  |
| 14. | «I Am What I Am»                                 | Balin, Tommy Henriksen, Pesch   | Force Majeure           | 2:36     |  |
| 15. | «Don't Go»                                       | Pesch, Jack Ponti, Vic Pepe     | Angels Never Die        | 5:28     |  |
| 16. | «Cry Wolf»                                       | Balin, Henriksen, Pesch         | Force Majeure           | 4:47     |  |
| 17. | «River of Tears»                                 | Balin, Henriksen, Pesch         | Force Majeure           | 3:54     |  |
| 18. | «Mirage»                                         | Gene Simmons                    | Doro                    | 4:01     |  |